# Emléktáblák Budapest XIX. kerületében
Budapest XIX. kerülete szócikkhez kapcsolódó képgaléria, mely helyi, országos vagy nemzetközi hírű személyekkel, valamint épületekkel, műtárgyakkal, helynevekkel és eseményekkel összefüggő emléktáblákat tartalmaz.

## Galéria

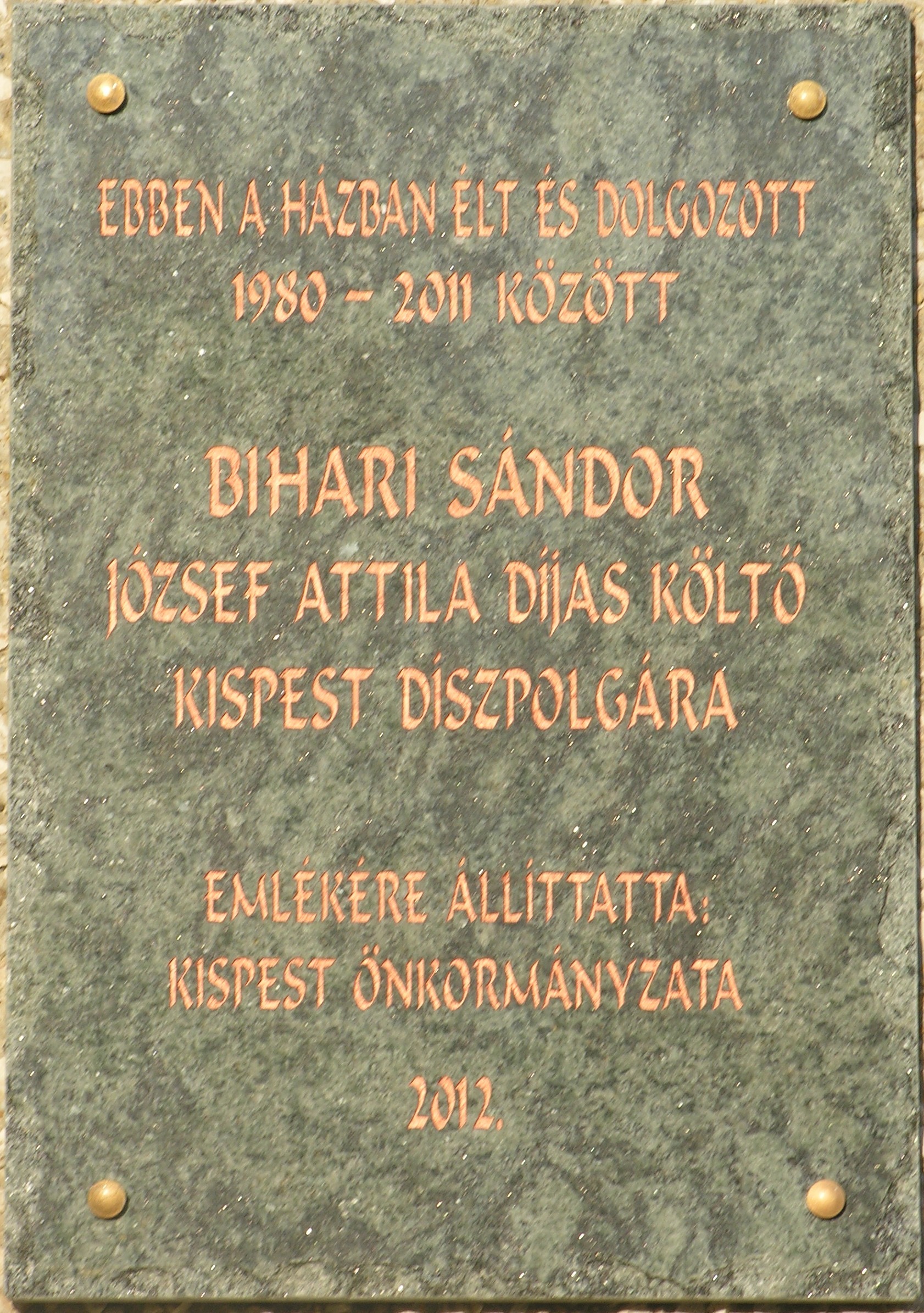
Bihari Sándor Ady Endre út 54.
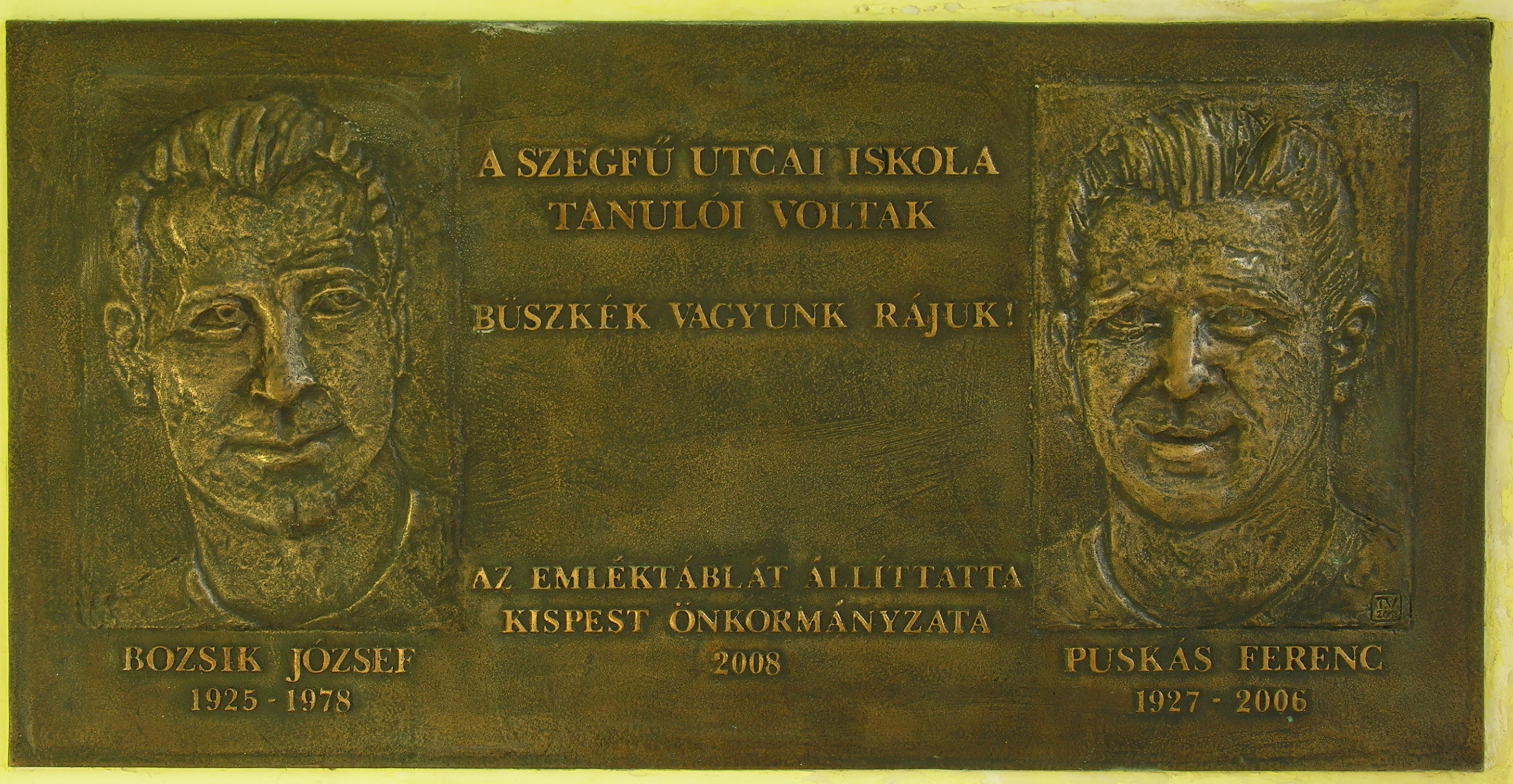
Bozsik József és Puskás Ferenc Szegfű utca 10.
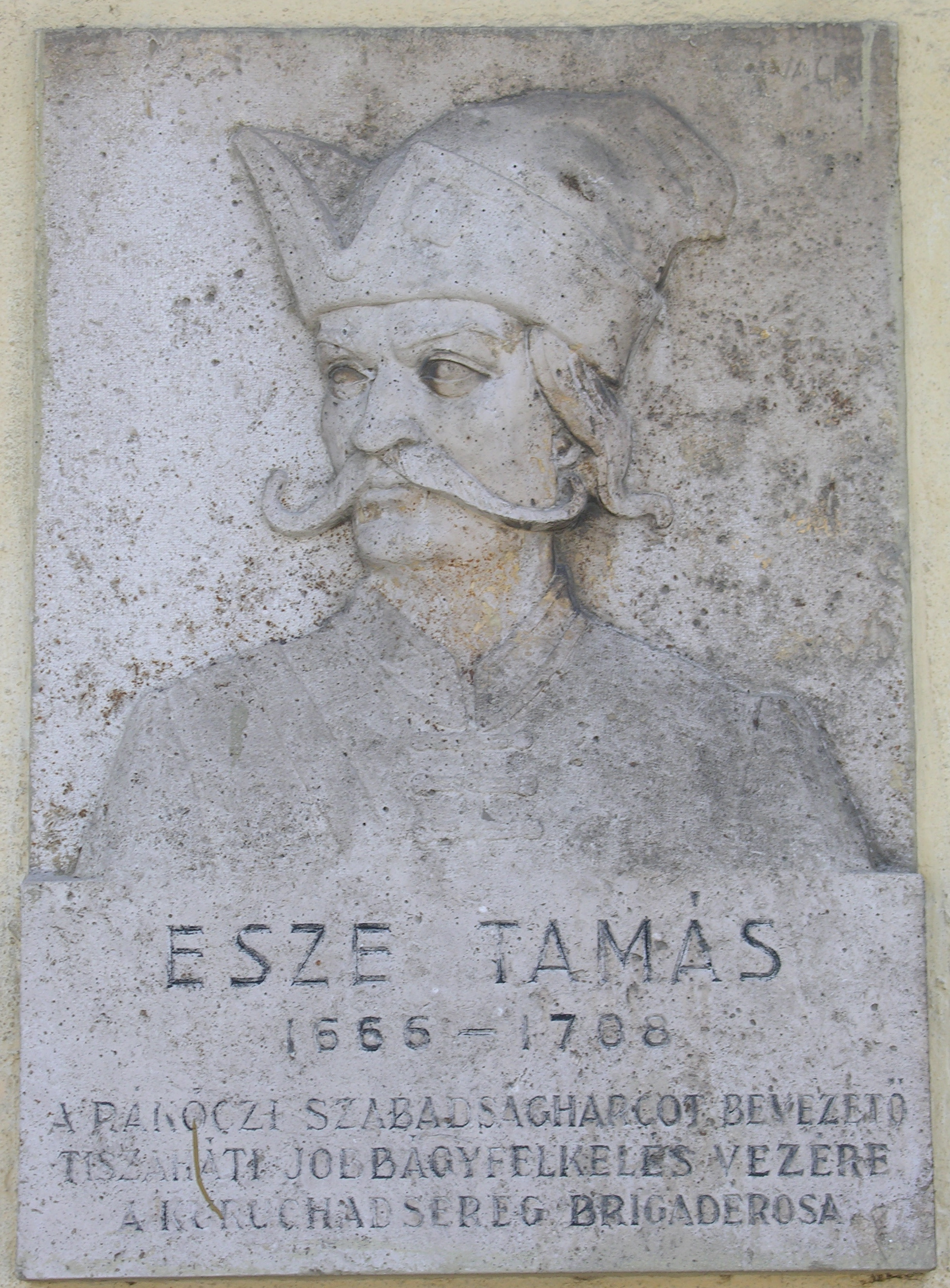
Esze Tamás Esze Tamás utca 45. alkotó: Solymári Valkó János
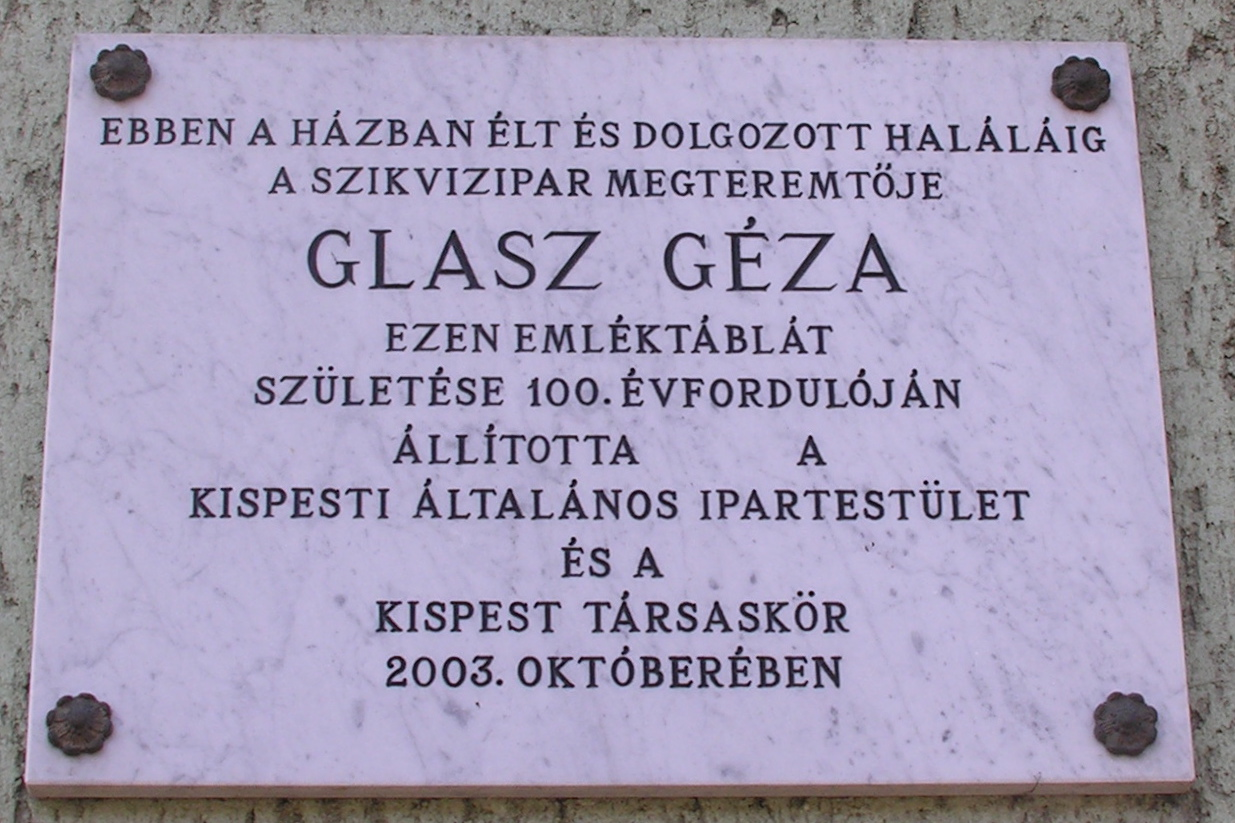
Glasz Géza Báthory utca 5.
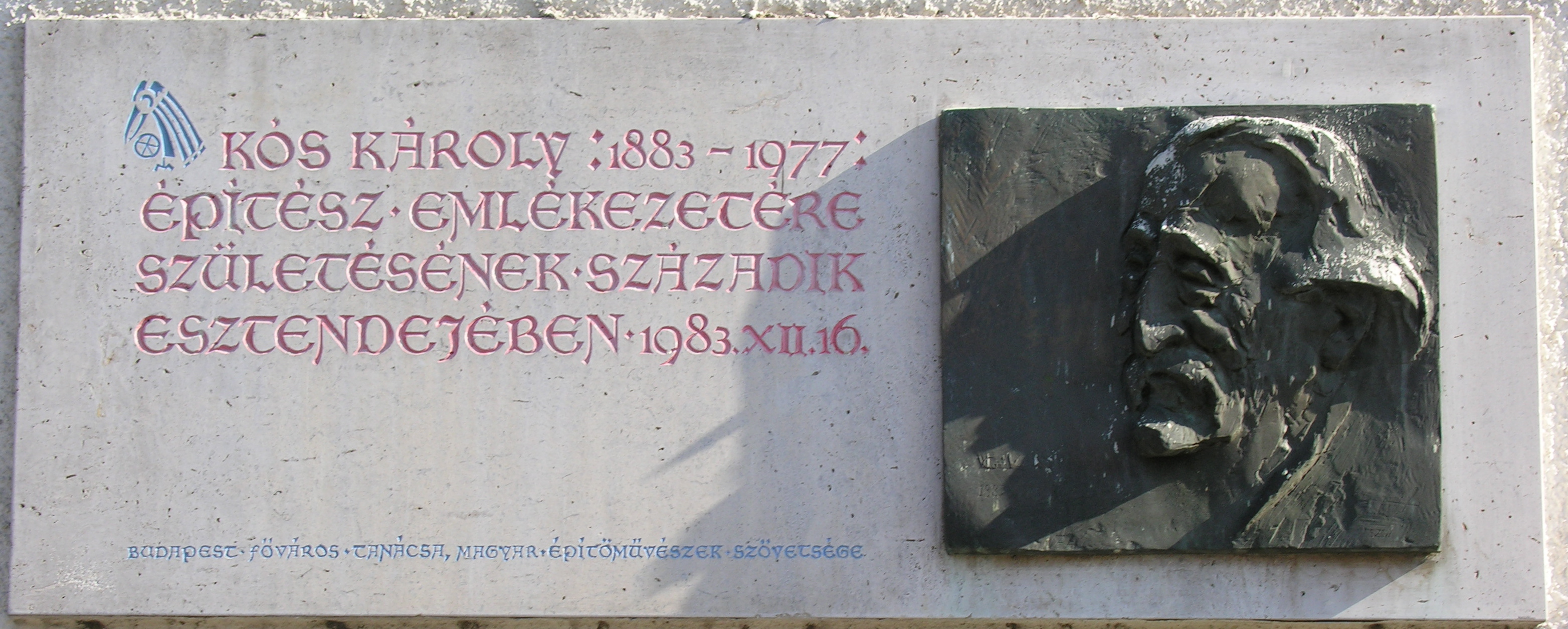
Kós Károly Kós Károly tér 3. alkotó: Szatmáry Gyöngyi
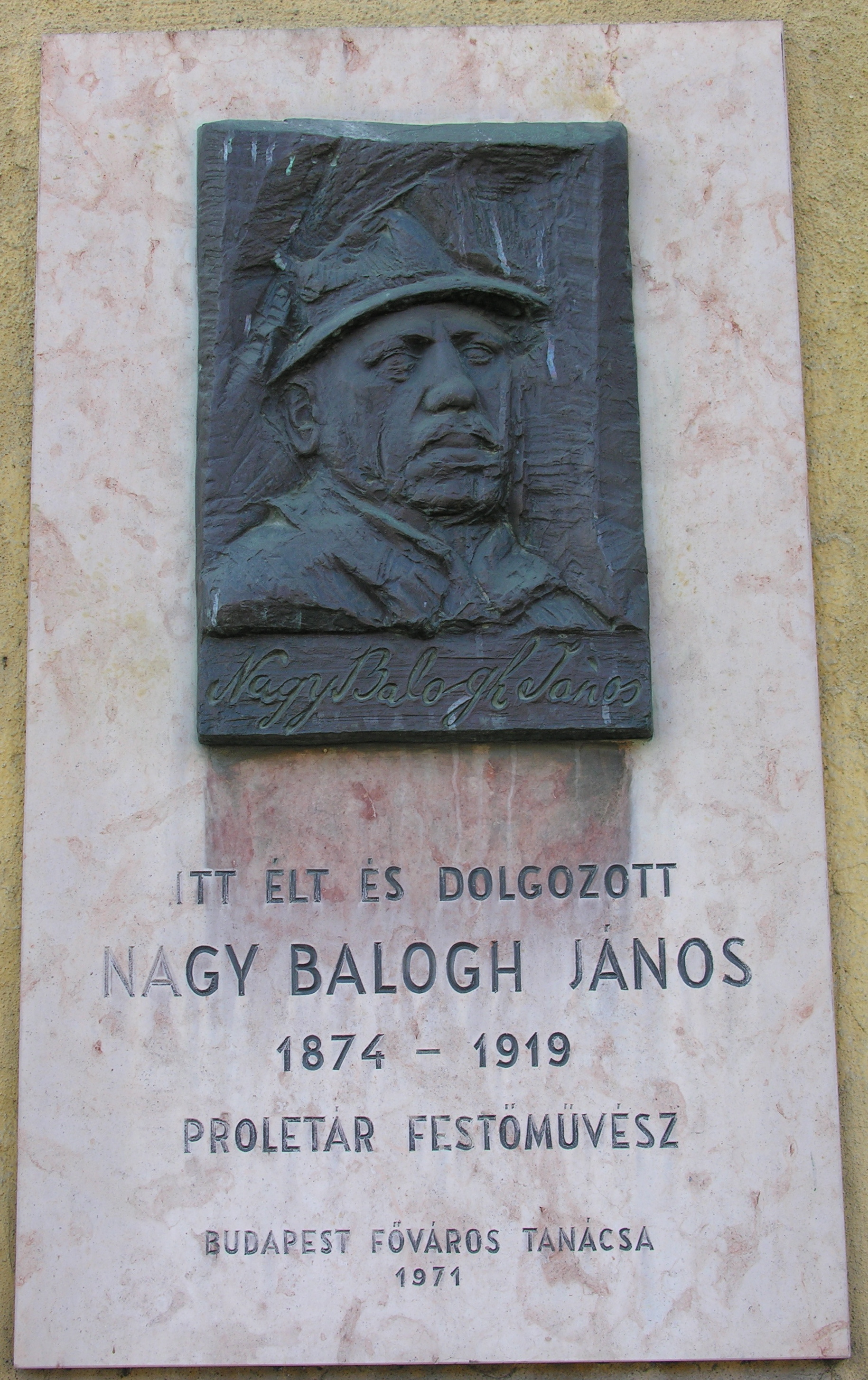
Nagy Balogh János Ady Endre út 43. alkotó: Janzer Frigyes
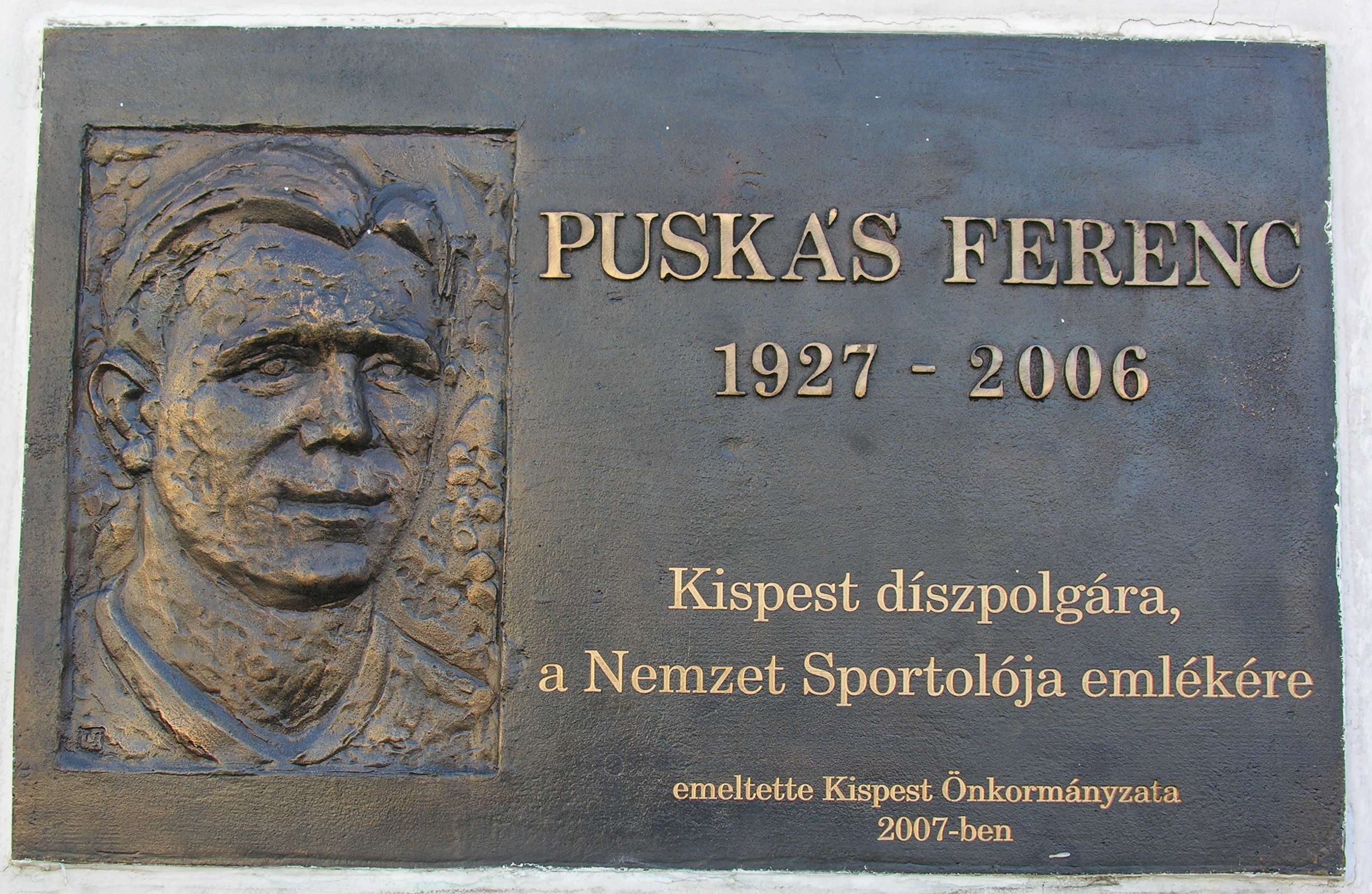
Puskás Ferenc Puskás Ferenc utca 1. alkotó: Tihanyi Viktor
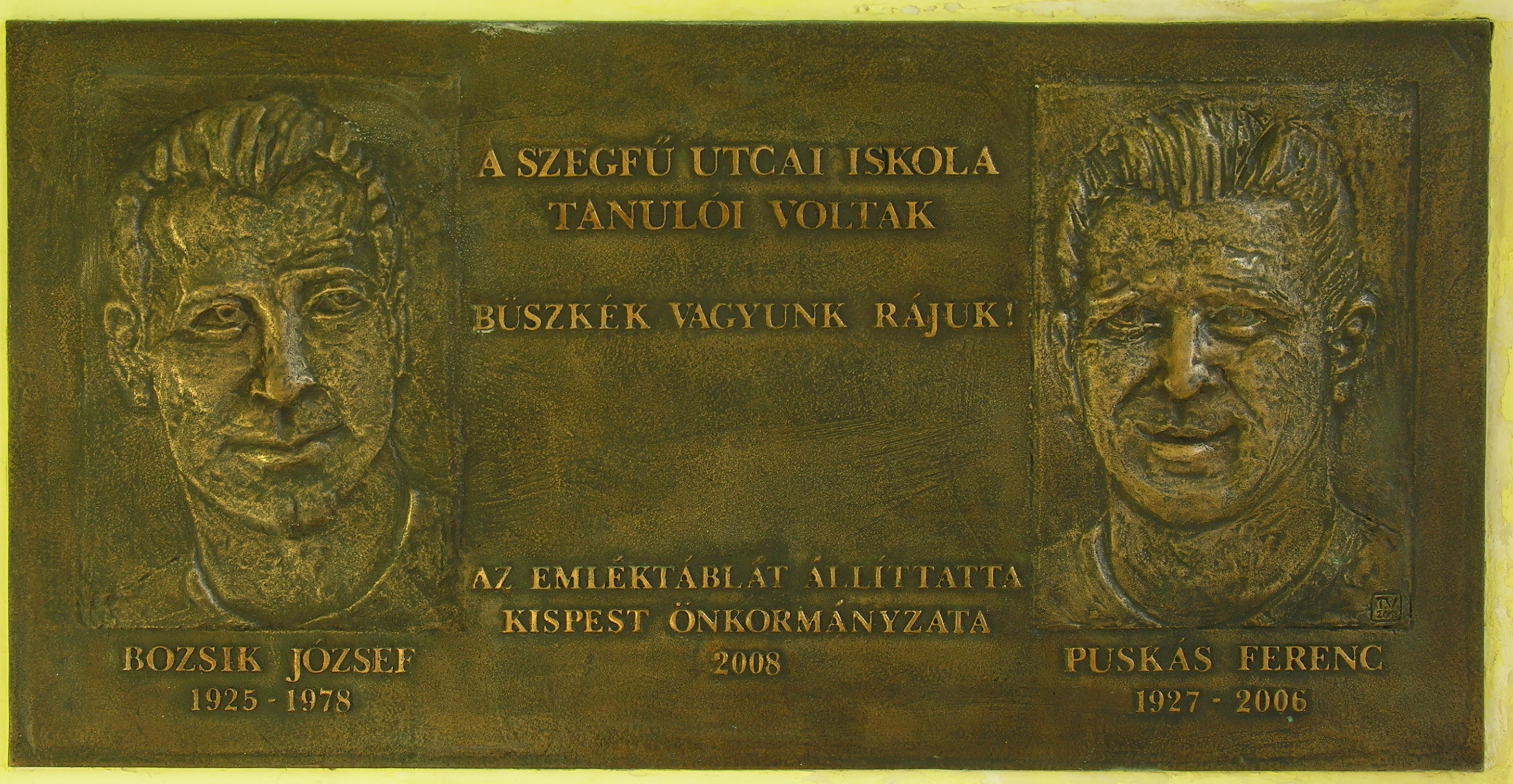
Bozsik József és Puskás Ferenc Szegfű utca 10.
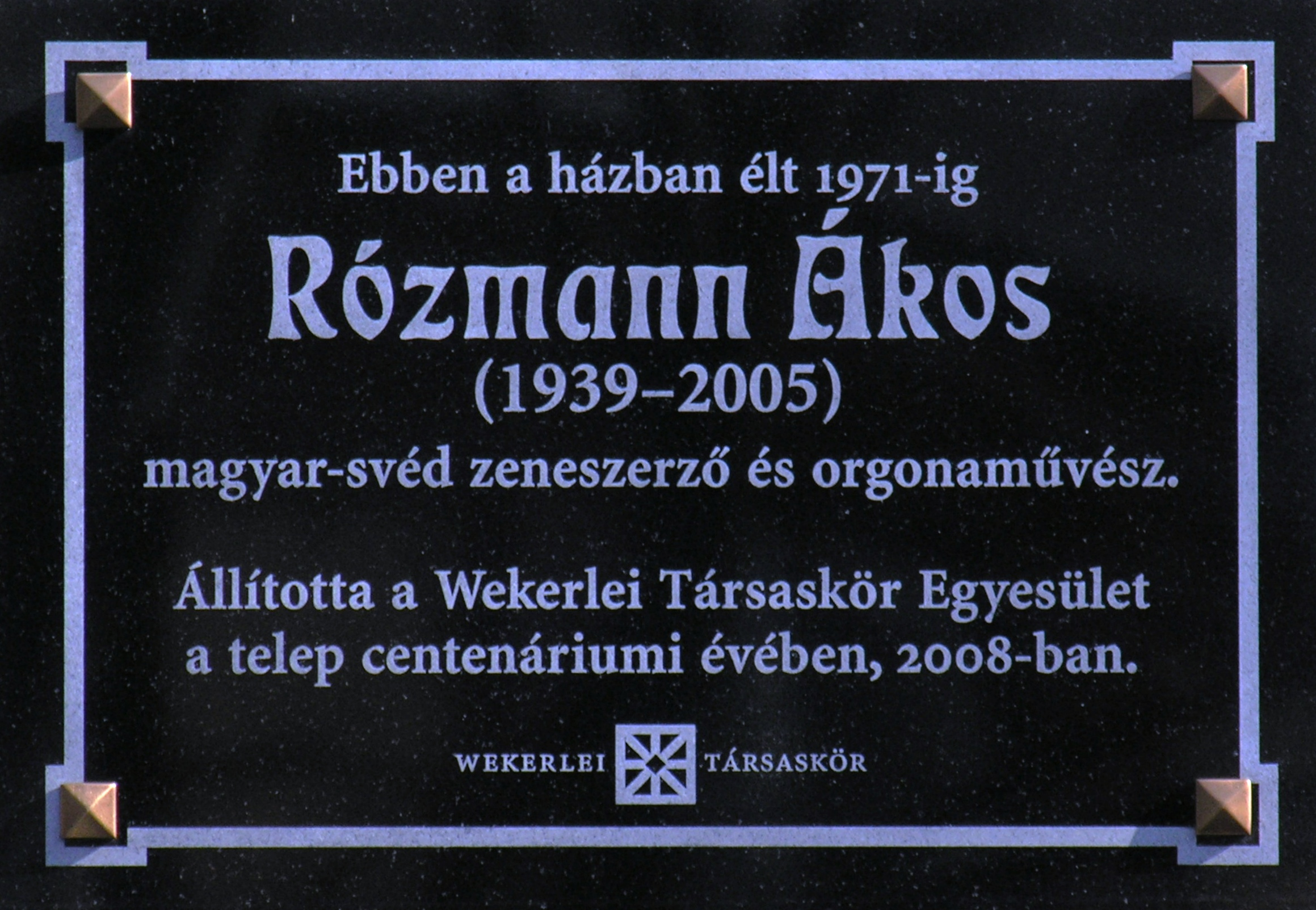
Rózmann Ákos Tas utca 2.
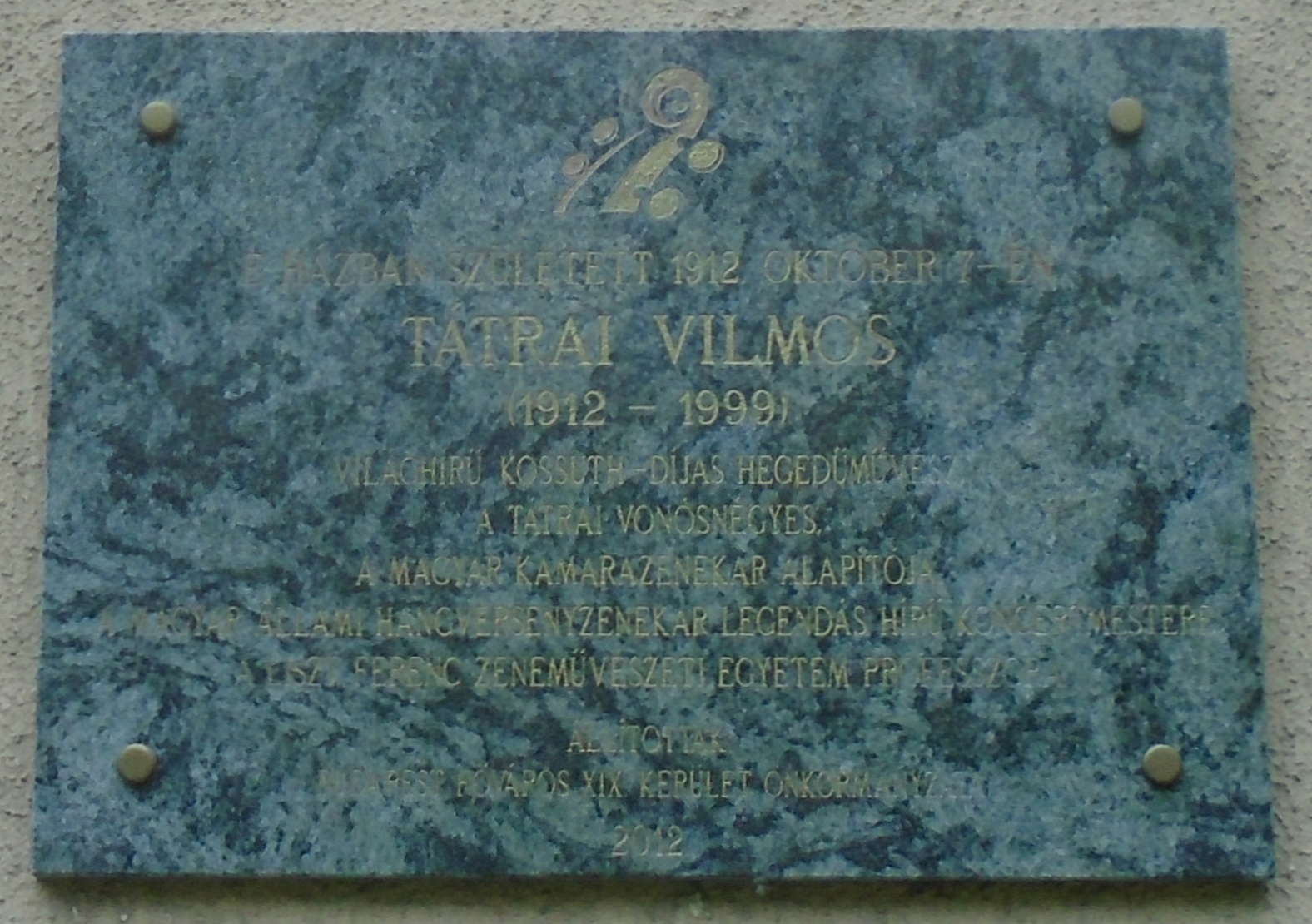
Tátrai Vilmos Körző utca 3.
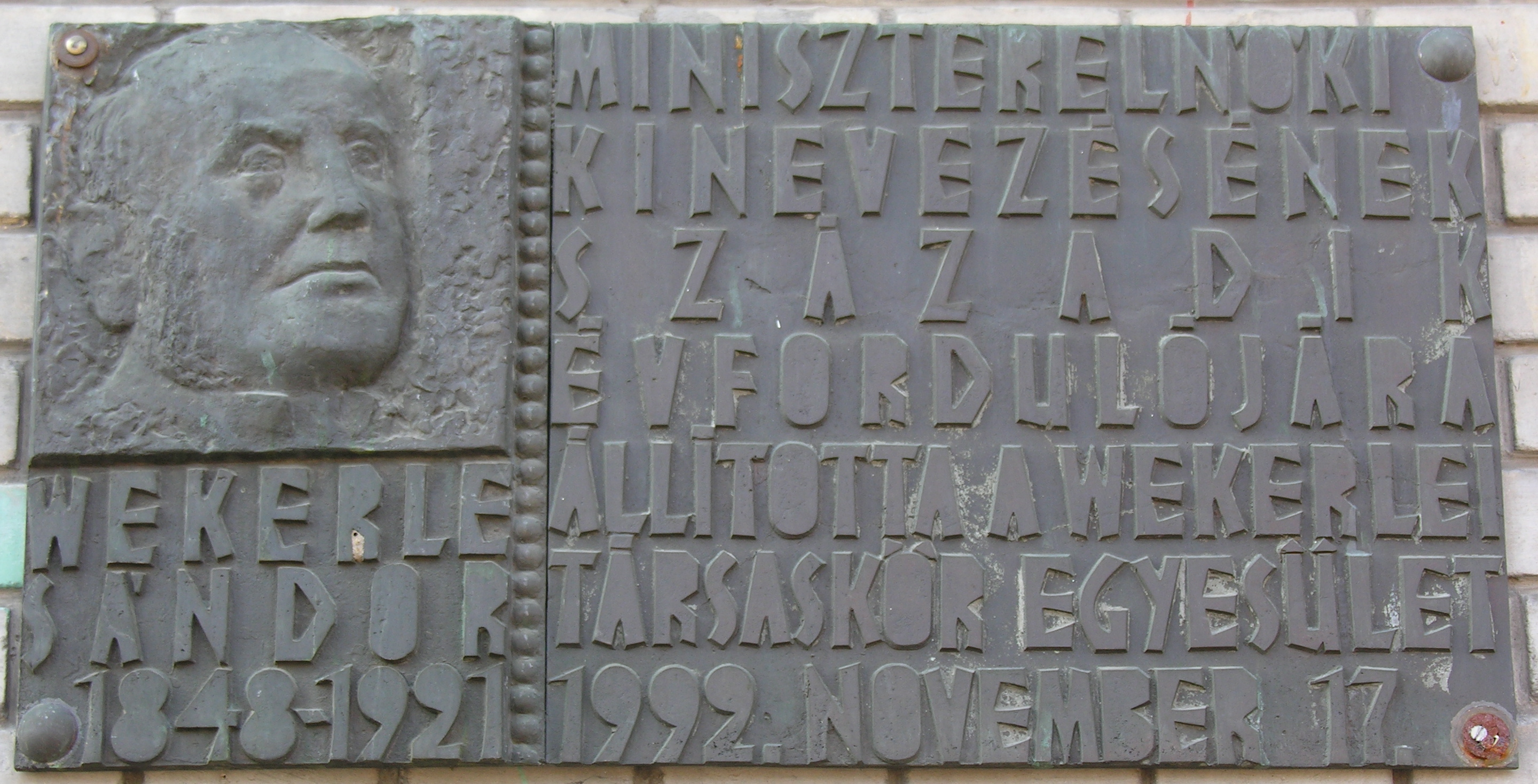
Wekerle Sándor Kós Károly tér 10.
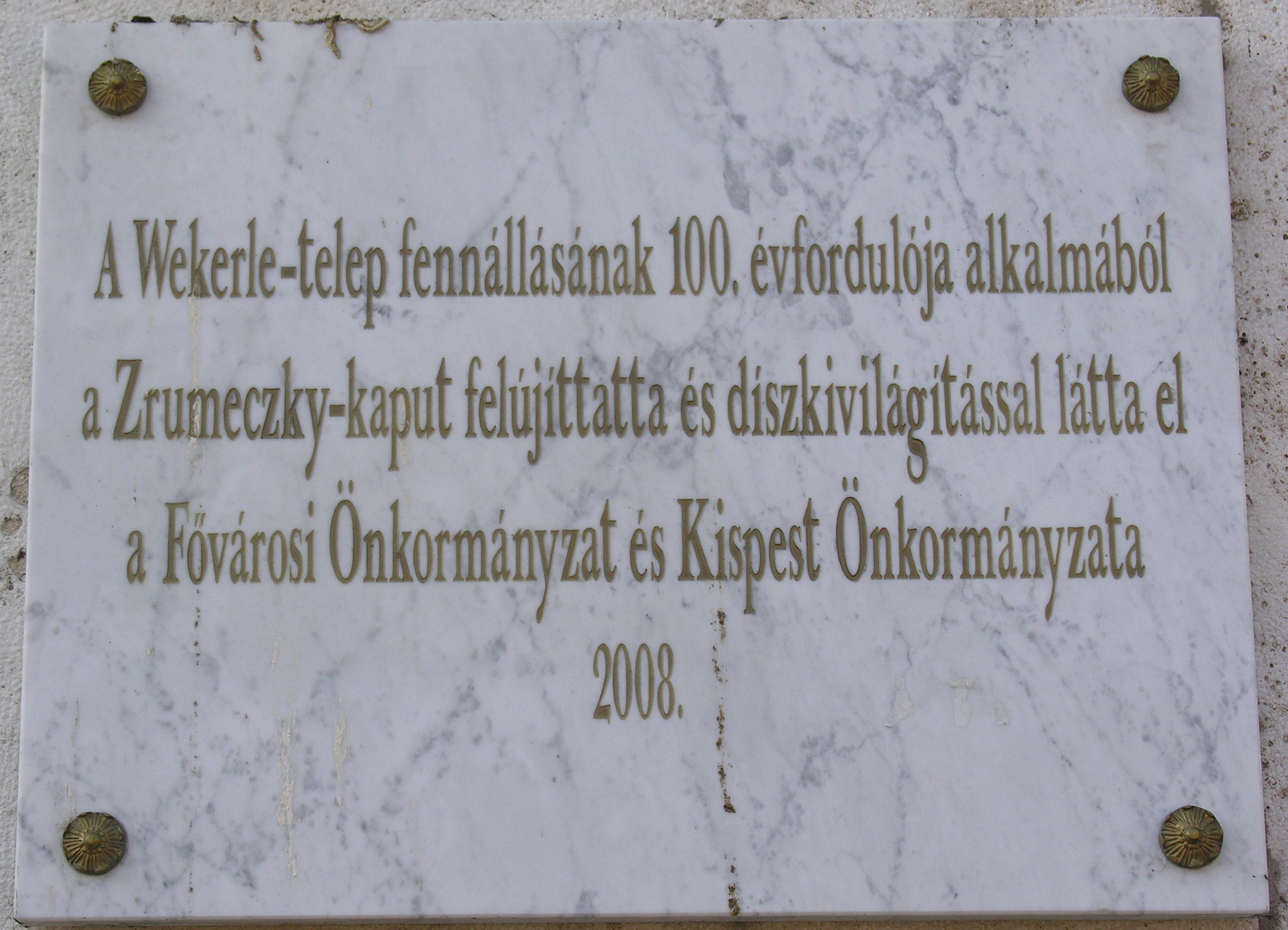
Zrumeczky-kapu Kós Károly tér 10.
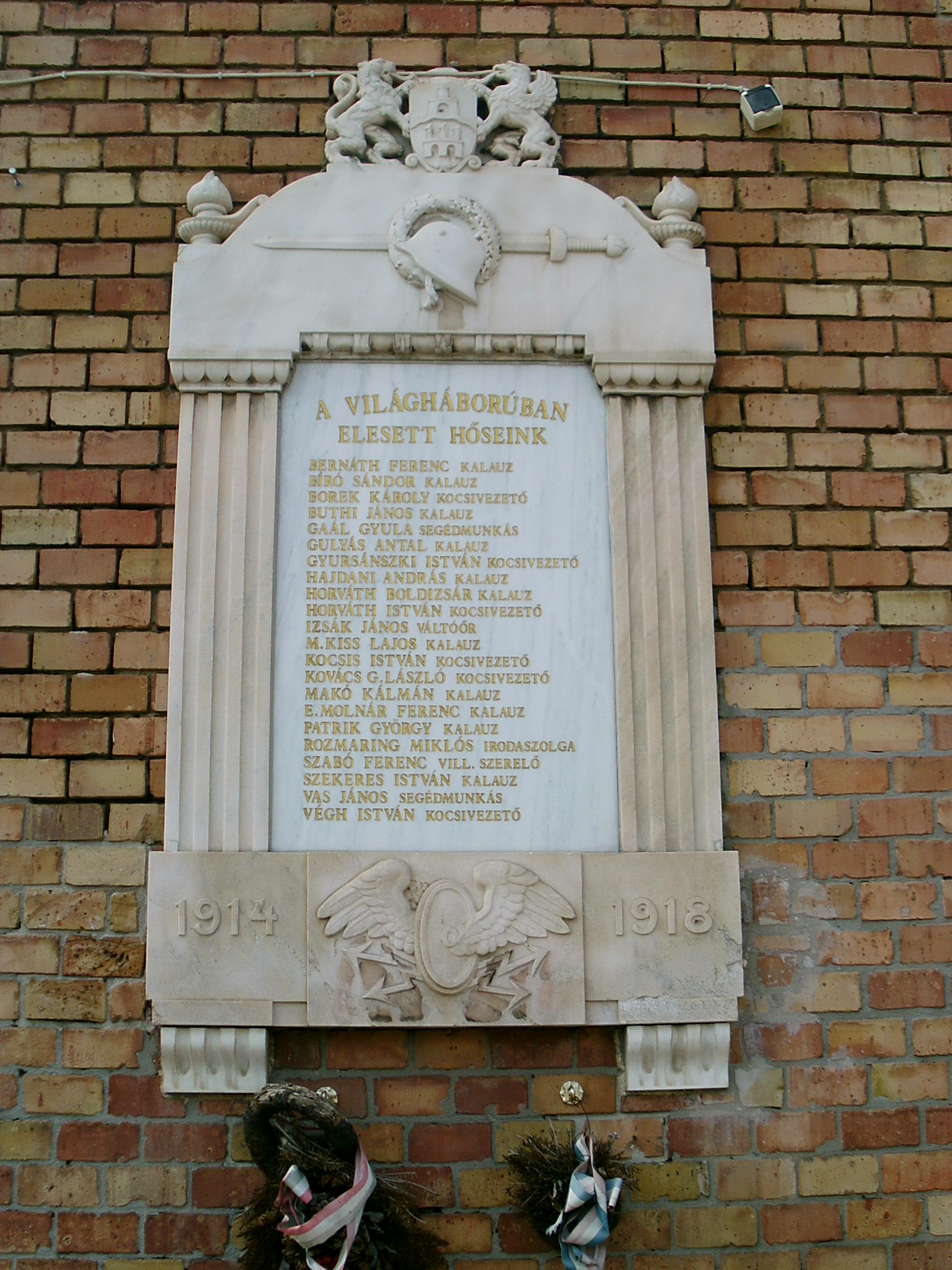
Kispest remíz első világháborús hős halottai Üllői út 266.

## Utcaindex
| Ady Endre út (43.) Nagy Balogh János (54.) Bihari Sándor Báthory utca (5.) Glasz Géza Esze Tamás utca (45.) Esze Tamás Kós Károly tér (3.) Kós Károly (10.) Wekerle Sándor, Zrumeczky kapu Körző utca (3.) Tátrai Vilmos | Puskás Ferenc utca (1.) Puskás Ferenc Szegfű utca (10.) Bozsik József és Puskás Ferenc Tas utca (2.) Rózmann Ákos Üllői út (266.) Kispest remíz első világháborús hősi halottai |